# Девід Данн
Девід Данн  (англ. David Dunne, 30 листопада 1955) — британський плавець, олімпійський медаліст.

## Виступи на Олімпіадах
| Олімпіада     | Дисципліна                      | Місце |
| ------------- | ------------------------------- | ----- |
| Монреаль 1976 | естафета 4 × 200 вільним стилем | 3     |